# Beaster
Beaster es un EP de la banda estadounidense de rock Sugar lanzado en 1993 a través de Rykodisc. Las canciones se grabaron a la vez de grabar su álbum debut Copper Blue.

## Lista de canciones
- Todas las canciones compuestas por Bob Mould

1. "Come Around" – 4:52
2. "Tilted" – 4:08
3. "Judas Cradle" – 6:15
4. "JC Auto" – 6:13
5. "Feeling Better" – 6:22
6. "Walking Away" – 3:00

## Personal
- Bob Mould - guitarras, voz, teclados, percusión
- David Barbe - bajo
- Malcolm Travis - batería, percusión
- Producción e ingeniería de sonido: Bob Mould, Lou Giordano
- Grabado en The Outpost, Stoughton, Massachusetts
- Mixed at Carriage House, Stamford, Connecticut
- Asistente de mezclas: Tom Bender
- Masterizado por Howie Weinberg en Masterdisk, Nueva York
- Dirección artística: Bob Mould/Kevin O'Neill
- Fotografía: Sandra-Lee Phipps, Russell Kaye